# Río Odón
El río Odón es un corto río en el departamento de Calvados, en Normandía, al noroeste de Francia. Tiene una longitud de 47 km y es uno de los tributarios del río Orne. El río atraviesa las comunas de Jurques, Aunay-sur-Odon, Baron-sur-Odon, Bretteville-sur-Odon, Épinay-sur-Odon, Grainville-sur-Odon, Parfouru-sur-Odon, Tournay-sur-Odon and Tourville-sur-Odon. Desemboca en el río Orne en Caen.